# Pedro Messone
Pedro Aquiles Messone Rivas (Temuco, 6 de junio de 1934-Santiago, 31 de mayo de 2023) fue un folclorista chileno.

## Orígenes
Su familia pasaba los veranos en el campo, un mundo que Messone disfrutó durante su infancia y cuyos códigos pasarían a integrar naturalmente su trabajo.

## Inicios en la música
Durante sus estudios en Valparaíso, forjó amistad con algunas personas que lo motivarían a entrar en el mundo de la música, como Luis Urquidi, con el compartió un gran interés por el jazz y el folclore latino, sobre los cuales realizaron intensas investigaciones que lo instruirían para poder iniciarse como profesional. Su posterior trabajo en el grupo Los Cuatro Cuartos respondió a ese mismo afán de contextualizar la música chilena en un mundo amplio de referencias internacionales. 
Pedro Messone se mudó a Santiago cuando ya era parte de Los Cuatro Cuartos, pero sin ninguna expectativa de llegar a vivir algún día de la música. Al igual que sus compañeros, mantuvo al principio al grupo como una afición seria pero no profesional, en la que se ocupaba en los ratos libres que le dejaban sucesivos trabajos de compra y venta. A medida que Los Cuatro Cuartos comenzaban a cosechar sus primeros éxitos en auditorios radiales, Messone se iba interesando también en el mundo del teatro.
Messone se fue acercando cada vez más a la actuación. Recibió así una invitación para integrarse en el papel de un lustrabotas en La pérgola de las flores que Eugenio Guzmán desarrolló en la primera mitad de los años 1960 junto al Teatro Ensayo de la Universidad Católica. Su entusiasmo actoral no interrumpió su trabajo musical, hasta que las exigencias crecientes de ambas actividades lo obligaron a optar por una de ellas. 
En 1964, la compañía de la que Messone formaba parte recibió una invitación del gobierno de México para ir a presentar La pérgola de las flores en los principales escenarios de ese país. Le planteó Los Cuatro Cuartos su intención de tomarse un tiempo lejos del país, pero el permiso se convirtió más bien en una discusión entre ambos y, en definitiva, terminó con la salida de Messone del grupo. Pese a ello, el cantante nunca llegó a arrepentirse de priorizar su desarrollo solista, y pudo con el tiempo incluso reparar su relación con ellos. 
Messone recibió ofertas para quedarse en México y desarrollar allá una carrera, pero eligió volver a Santiago y persistir en su trabajo con el folclor local. Se encontró de regreso con Sergio Sauvalle, quien recién se había ido de Los Huasos Quincheros y guardaba una canción que a ese conjunto no le había interesado, pero que se imaginaba muy bien en la voz de Messone. Dicha canción se llamaba «El corralero».
Messone la escuchó, distinguió de inmediato su valor, y propuso armar un conjunto con otros vocalistas, para lo cual convocó al destacado Rolando Alarcón, José Luis Hernández y Renato Lederman. Nacieron así Los de Las Condes, cuyo primer escenario importante fue el Festival de Viña de 1965. Su interpretación para «El corralero» no pudo sobrepasar a «Mano nortina», que Los Cuatro Cuartos habían llevado y que se quedó con el primer lugar. Pese a ello, recibieron un muy peculiar premio de consuelo. La misma noche de la premiación, Chino Urquidi se acercó a Messone y le dijo lo siguiente: «No ganaron, pero será su canción la que trascienda». Qué duda cabe ahora sobre la popularidad de «El corralero».
Los de Las Condes fue un grupo de vida breve (menos de un año) que legó seis singles de 45 rpm para el sello RCA, y un LP.
En 1966 protagonizó la serie Haras La Revoltosa del Canal 13, junto con Malú Gatica y Luis Urquidi.

## Solista
El lanzamiento de Pedro Messone como solista era un paso casi inevitable, no tanto por estrategia del cantante sino por la secuencia que hasta entonces llevaba su carrera. Su popularidad era, a esas alturas, casi la de una estrella pop, sustentada en parte en su imagen y en la insistencia de la prensa de espectáculos de la época por vincularlo a los modos de un galán. Sus compañeras sentimentales llegaban a las páginas de la revista Ritmo, cuyas lectoras obligaron a la publicación a compartir el "Gato de oro" de 1966 (un premio que medía la popularidad de las figuras locales) entre Messone y el famoso Pollo Fuentes. 
El sello RCA ya le había advertido a Messone que su siguiente publicación debía ser la de un solista. Pero faltaba dar con una canción que sostuviera esa nueva faceta. Como tantas veces antes en su trayectoria, el cantante supo hacer jugar a su favor a las circunstancias. En una conversación informal con su amiga Paz Undurraga, esta le comentó de un tema de Willy Bascuñán que Los Cuatro Cuartos habían descartado, y que podía acomodarle para su siguiente álbum. Se llamaba El solitario. 
El solitario fue el primer disco de Pedro Messone como solista. Se publicó a fines de 1966 y además del ya citado tema de Bascuñán, incluyó otros dos títulos que alcanzarían gran éxito: «Pa' mar adentro» y «El ovejero». Más tarde grabó «El cigarrito», de Víctor Jara, un tema que hasta entonces nadie había grabado. Poco después el propio Jara la incluyó en su álbum debut, extendiendo la versión que se ha convertido en clásico. 
Meses más tarde de esa publicación, una nueva sociedad con Rolando Alarcón llevó al 
Festival de Viña de 1967 la pericona «Niña, sube a la lancha», tercer lugar en la competencia folclórica de ese año. Corría el mes de febrero y Messone recibió en camarines la sorpresiva noticia del suicidio de Violeta Parra, con quien el cantante había llegado a forjar una amistad profunda y que no pocos confundieron con un improbable romance sobre el que hasta hoy se urden leyendas, sin mayor fundamento.

## La Nueva Canción y política
En el momento del ascenso de la Unidad Popular, Messone dejó claro que no estaba comprometido con la política, hecho que marcó su carrera. Es conocida su simpatía por la dictadura militar, y en 1988 participó de la campaña por la opción «Sí» en el plebiscito de 1988 que definía la continuidad de Augusto Pinochet en el poder.
En 1992 postuló como concejal por la comuna de Buin representando a la Unión Demócrata Independiente (UDI), sin resultar elegido, y en 2012 fue el encargado de cultura del grupo que buscaba revivir el partido político Avanzada Nacional, que había estado vigente en los años 1980.

## Últimos años
En sus últimos años no se presentaba en escenarios grandes. Sus conciertos fueron esporádicos pues su registro vocal comenzó a decaer.
Fue recurrente en la Quinta Vergara como parte del jurado. Su último triunfo en ese escenario fue el que obtuvo en 1982 con el tema «La tejedora», de Sandra Ramírez. En 1987 volvió a presentarse con «Mi niña y yo», un tema coescrito con Juan Castillo, y en 2000 defendió «La tejedora» en la competencia por la mejor canción en la historia del Festival (donde se evidenció el récord de que de los diez temas convocados al apartado folclórico, cinco habían sido interpretados originalmente por Messone).
Murió a las 23:55 horas del 31 de mayo de 2023 en el Hospital del Salvador de la capital chilena.

## Discografía
- El solitario, 1966
- Pedro Messone con Los Paulos, 1966
- La fonda de ño Pedro, 1967
- Gracias, 1967
- Si vas para Chile, y otras canciones tradicionales, 1969
- Chile romántico y tradicional, 1969
- Voy por la vida cantando, 1969
- Éxitos de oro, 1971
- Grandes intérpretes del Neofolklore, 1999
- Las grandes canciones chilenas del siglo XX, 1999
- El huaso que yo conozco, 2001
- Las 100 mejores canciones chilenas de todos los tiempos, 2004
- Éxitos de siempre, 2006
- Con Los Paulos. Los mejores éxitos, 2007[5]

## Filmografía
| Cine | Cine                   | Cine     | Cine  | Cine  |
| Año  | Título                 | Papel    | Notas | Ref.  |
| ---- | ---------------------- | -------- | ----- | ----- |
| 1968 | Tierra quemada         |          |       | [ 6 ] |
| 1968 | Ayúdeme usted compadre | Él mismo |       | [ 7 ] |
| 1969 | Volver                 |          |       | [ 8 ] |
| 1971 | El afuerino            |          |       | [ 9 ] |

### Series
- Haras La Revoltosa (Canal 13, 1965)
- La pérgola de las flores (TVN, 1975)

## Historial electoral

### Elecciones municipales de 1992
- Elecciones municipales de 1992, por el concejo municipal de Buin[10]

| Candidato                  | Pacto                    | Partido | Votos | %     | Resultado                              |
| -------------------------- | ------------------------ | ------- | ----- | ----- | -------------------------------------- |
| Clemente Errázuriz Arnolds | Participación y Progreso | Ind.    | 7203  | 27,93 | Alcalde por dos años (primer período)  |
| Ángel Bozan Ramos          | Concertación Democrática | PPD     | 3199  | 12,40 | Alcalde por dos años (segundo período) |
| Ulises Carreño Celis       | Concertación Democrática | DC      | 2983  | 11,57 | Concejal                               |
| Sergio España Flores       | Concertación Democrática | DC      | 2826  | 10,96 | Concejal                               |
| Alberto Krumm Valencia     | Participación y Progreso | Ind.    | 1953  | 7,57  | Concejal                               |
| German Silva Aránguiz      | Participación y Progreso | Ind.    | 1294  | 5,02  | Concejal                               |
| Enrique Puentes Muñoz      | Concertación Democrática | PR      | 1108  | 4,30  |                                        |
| Eliana Castillo Donoso     | Concertación Democrática | DC      | 710   | 2,75  |                                        |
| Luis Vergara Vergara       | Participación y Progreso | UDI     | 693   | 2,69  |                                        |
| Pedro Messone Rivas        | Participación y Progreso | UDI     | 568   | 2,20  |                                        |